# Rudolf Heinrich Suttrop
Rudolf Heinrich Suttrop (17 juillet 1911 - 28 mai 1946 à Landsberg am Lech en Allemagne de l'Ouest) est un SS-Obersturmführer allemand et adjoint du commandant des camps de Gross-Rosen et de Dachau.

## Biographie
Suttrop, marié et père de trois enfants, rejoint la SS en septembre 1933 (numéro de membre 230 953), et en septembre 1937, il rejoint le NSDAP. À partir de 1936, Suttrop est membre du personnel affecté au camp de concentration de Sachsenburg et, après la dissolution de ce camp en juillet 1937, il est muté à la surveillance du camp de concentration de Buchenwald récemment ouvert. Après le déclenchement de la Seconde Guerre mondiale, il est membre de la division SS « Totenkopf », une division de la Waffen-SS opérant sur la ligne de front.
De septembre 1941 au 15 mai 1942, Suttrop est employé comme adjoint dans le camp de concentration de Gross-Rosen, auprès du commandant Arthur Rödl. De la mi-mai 1942 à la mi-mai 1944, il sert comme adjoint dans le camp de concentration de Dachau auprès d'Alexander Piorkowski jusqu'en juin 1942, puis de Martin Gottfried Weiss jusqu'à la fin d'octobre 1943 et jusqu'à la mi-mai 1944 de Eduard Weiter. Durant cette période, il s'occupe de tout ce qui concerne le personnel d'administration composé de 235 personnes. Essentiellement, il assure le traitement de la correspondance, des télécommunications, la gestion des véhicules, la supervision du bureau de la direction et le soutien pratique du commandant du camp. À partir du 15 mai 1944, il sert de nouveau comme adjoint du commandant Johannes Hassebroek jusqu'au 6 mars 1945 dans le camp de concentration de Gross-Rosen.
Après la guerre, le 15 novembre 1945, Suttrop est jugé pour crimes de guerre devant un tribunal militaire américain lors du procès de Dachau. Le 13 décembre 1945, il est condamné à mort pour « complicité de crimes dans le camp de concentration de Dachau ». Il est pendu le 28 mai 1946 à la prison de Landsberg am Lech.